# Unità Rivoluzionaria Nazionale Guatemalteca
L'Unità Rivoluzionaria Nazionale Guatemalteca - Movimento Ampio di Sinistra (in spagnolo: Unidad Revolucionaria Nacional Guatemalteca - Movimiento Amplio de Izquierda - URNG-MAIZ) è un partito politico guatemalteco di orientamento socialista.
Fu fondato nel 1982, nel corso della guerra civile, come forma di coordinamento tra vari gruppi di opposizione:
- Fuerzas Armadas Rebeldes;
- Ejército Guerrillero de los Pobres;
- Organización del Pueblo en Armas;
- Partito Guatemalteco del Lavoro (Partido Guatemalteco del Trabajo).

Nel 1998 è divenuto un partito politico.

## Risultati elettorali

### Elezioni parlamentari
| Elezione | Voti    | %     | Seggi   |
| -------- | ------- | ----- | ------- |
| 1999     | 233.870 | 11,04 | 9 / 113 |
| 2003     | 107.276 | 4,20  | 2 / 158 |
| 2007     | 112.249 | 3,56  | 2 / 158 |
| 2011     | 140.775 | 3,23  | 3 / 158 |
| 2015     | 198.715 | 4,36  | 3 / 158 |
| 2019     | 112.037 | 2,78  | 3 / 160 |
| 2023     |         |       |         |

### Elezioni presidenziali
| Elezione | Elezione | Candidato             | Voti    | %     | Esito                 |
| -------- | -------- | --------------------- | ------- | ----- | --------------------- |
| 1999     | I turno  | Álvaro Colom          | 270.891 | 12,36 | ❌ Non eletta/o (3º)  |
| 2003     | I turno  | Rodrigo Asturias      | 69.301  | 2,6   | ❌ Non eletta/o (6º)  |
| 2007     | I turno  | Miguel Ángel Sandoval | 70.208  | 2,14  | ❌ Non eletta/o (10º) |
| 2011     | I turno  | Rigoberta Menchú      | 146.353 | 3,27  | ❌ Non eletta/o (6º)  |
| 2015     | I turno  | Miguel Ángel Sandoval | 103.300 | 2,11  | ❌ Non eletta/o (11º) |
| 2019     | I turno  | Pablo Ceto            | 94.838  | 2,16  | ❌ Non eletta/o (12º) |
| 2023     | I turno  | Amílcar Pop           |         |       |                       |
| 2023     | II turno | Amílcar Pop           |         |       |                       |